# 모량천 유지 시위
모량천 유지 시위는 모량개 마을에서 일어난 시위이다. 모량천이 물 양이 줄어들자 배수관과 연결해 모량천을 하수구 속으로 넣는 작업을 반대하기 위해 일어난 시위이다. 시위를 했지만 결과는 그대로였다.

## 부상
모량개 마을 주민 1명이 시위 중 포크레인과 부딛혀 어께를 다쳤다.